# Burejagebirge
Das Burejagebirge (russisch Буреинский хребет, Bureinski chrebet, nach dem gleichnamigen Fluss, von ewenkisch biraja für „Fluss“) liegt im Fernen Osten Russlands.
Im Norden geht das Burejagebirge in den Dusse-Alin über, im Süden findet das Burejagebirge seine Fortsetzung in dem Kleinen Hinggan-Gebirge. Der Amgun trennt das Burejagebirge von dem weiter östlich verlaufenden Badschalgebirge.
Die höchste Erhebung bildet ein 2164 m hoher namenloser Gipfel (⊙). In dem etwa 400 km langen Gebirge entspringen die Quellflüsse des Amgun. Das Quellgebiet der Bureja im Norden des Gebirges befindet sich im Bureja-Naturreservat und steht unter Naturschutz.
Die Baikal-Amur-Magistrale kreuzt den Gebirgszug im 1984 eröffneten ca. 1800 m langen Dusse-Alin-Tunnel (⊙).